# Сарду, Мишель
Мишель Сарду (фр. Michel Sardou; род. 26 января 1947, Париж) — французский певец, автор и исполнитель песен, актёр. Занимает второе место по количеству проданных во Франции дисков за 1955 — 2009 годы. Самые популярные песни: «Comme d’habitude», «La maladie d’amour», «Je vais t’aimer», «La java de Broadway», «En chantant», «Les lacs du Connemara», «Musulmanes» и др.

## Происхождение и детство
Мишель Сарду имеет артистические корни. В XIX веке предки Сарду работали акробатами на ярмарках, пели в мюзик-холлах Марселя (юг Франции).
Отец Мишеля, Фернан Сарду (1910—1976) — актёр и певец. В 1945 он женился на балерине, впоследствии ставшей актрисой — Джеки Роллин (1919—1998). 26 января 1947 года у них родился сын Мишель. Детство он провёл, гастролируя по мюзик-холлам Франции вместе с родителями.
В сентябре 1963 Мишель вместе с товарищем по классу бросил школу и решил улететь в Бразилию, чтобы там «устроить кабачок со стриптизом». Отец настиг его в аэропорту Орли, и они договорились о том, что Мишель прекратит учёбу, но будет работать в отцовском ресторане официантом и певцом.

## Начало музыкальной карьеры. Успех
В 1965 году Мишель Сарду женится на своей подруге и переезжает в Париж. Он начинает брать уроки актёрского мастерства, а по вечерам выступает в кабаре. Также он знакомится с молодым певцом Мишелем Фюгеном, вместе с которым начинает писать песни. В том же году Мишель Сарду успешно проходит прослушивание в звукозаписывающей компании «Barclay», подписывает контракт и выпускает дебютный сингл — «Le madras».
В 1966 году Сарду знакомится с композитором Жаком Рево, который стал автором музыки ко множеству его хитов. Однако карьера Сарду неожиданно обрывается. В том же году его арестовывают за то, что он не встал на военный учёт, и забирают в армию на 18 месяцев.
Неприятности преследуют певца и после его возвращения: в 1967 году, в разгар Вьетнамской войны, выходит его сингл «Les Ricains», посвящённый заслугам американцев в прекращении Второй мировой войны. По настоянию де Голля песню запрещают в радиоэфире. Звукозаписывающая компания Barclay разрывает контракт с Сарду.
Друзья певца предлагают ему заключить контракт с их новым лейблом Tréma, что он и делает.
В 1970 году Мишель Сарду знакомится с известными авторами песен Лилиан и Эвелин Когер (сёстрами-близнецами, авторами стихов к песням Клода Франсуа и др., выступающими под общим псевдонимом «Vline Buggy»). В том же году певец записал первый студийный альбом «J’habite en France», достигший 2-й строчки в национальном альбомном чарте.
В 1971 Мишель Сарду выступает в «Олимпии», получает престижные награды. За короткий период времени ему удаётся стать одним из самых популярных шансонье в истории.
В 1987 и 1991 музыкант становится победителем на церемониях вручения национальных музыкальных наград «Виктуар де ля мюзик» — сначала в категории «Лучшая песня года» («Musulmanes»), а затем как «Лучший исполнитель года».
Не ограничиваясь одной музыкой, он пробует себя как актёр (в театре и на телевидении), участвует в съёмках небольших юмористических сценок (скетчей), в некоторых из них — вместе со своей матерью.

## Социальная тематика в творчестве Сарду
Сарду не только поёт песни о любви, но поднимает в своём творчестве такие темы, как смертная казнь («Je Suis Pour» — «Я — за») и права мусульманских женщин («Musulmanes»). (См. также выше — сингл «Les Ricains»).
В ноябре 1975 вышел сингл «Le France», в котором Сарду пел «от лица» круизного лайнера «Франция» (французского корабля, построенного при де Голле и являвшегося самым технически совершенным лайнером своего времени), который было решено продать иностранным владельцам. В песне есть такие слова: «Ne m’appelez plus jamais „France“, c’est ma dernière volonté». («Больше никогда не называйте меня „Франция“, это моя последняя воля»). За две недели было продано 500.000 копий сингла.
В 1990 вышла песня «Le Privilège», написанная Сарду совместно с Дидье Барбеливьеном (слова) и Жаком Рево (музыка). В песне идёт повествование от лица мальчика, обнаружившего свою гомосексуальность, говорится об его страхах. Возможно, таким образом Сарду пытался опровергнуть обвинения в гомофобии, раздававшиеся в его адрес ранее, после выхода песен «J’accuse» и «Le rire du sergent».

## 2001—2013
В 2004 году на лейбле «Sony Music France» Мишель выпустил альбом «Du plaisir», написанный в сотрудничестве с такими современными французскими композиторами, как Робер Гольдман (Robert Goldman), Рик Аллисон (Rick Allison), Жак Венерюзо (Jacques Veneruso). Продажи диска достигают отметки в 1 миллион копий.
В 2006 году — новый успех: альбом певца «Hors format» (в переводе на русский язык — «Не-формат») достиг вершины в альбомных чартах Франции и Бельгии.
30 августа 2010 года выходит новый альбом Мишеля Сарду под названием «Être une femme 2010», включающий 12 песен (в коллекционном издании — 13), в том числе новую версию песни «Être une femme», композицию «Et Puis Après», а также дуэт с Селин Дион «Voler».
В январе-феврале 2011 года состоялось 19 концертов в парижской Олимпии, затем Мишель Сарду отправился в турне по Франции, Швейцарии и Бельгии, а с 11 по 15 мая было дано 5 дополнительных концертов в парижском Дворце спорта.
В октябре 2012 года был издан сборник «Best of: Les grands moments», который включает в себя, помимо прочего, 4 новые версии наиболее известных песен Сарду, в том числе «Le France» (релиз трека состоялся в июне 2012 года). С 30 ноября 2012 года началось новое концертное турне по Франции, Бельгии, Швейцарии и Канаде, с 12 по 14 декабря 2012 года концерты прошли в парижском Дворце спорта Берси.

## Дуэты
Мишель Сарду выходил на одну сцену с такими артистами, как Мишель Фюген, Вероник Сансон, Джонни Халлидей, Лара Фабиан, Шимен Бади, Грегори Лемаршаль и др. В 2004 дуэт с Гару — песня «La rivière de notre enfance» — впервые за долгие годы принёс музыканту 1-е место в национальном хит-параде Франции.

## Личная жизнь
Мишель Сарду был женат трижды: первый раз (1965—1977) — на танцовщице Франсуазе Петри, матери его дочерей Сандрин (1970) и Синтии (1973); затем (1977—1998) на Элизабет «Бабетт» Хаас, матери его сыновей — писателя Ромэна Сарду (1974) и комедийного актёра Дэви Сарду (1978).
11 октября 1999 Мишель Сарду женился в третий раз — на Анн-Мари Перье, редакторе французской версии журнала ELLE, дочери актёра Франсуа Перье.
В 2009 году она прошла курс лечения, связанный с обнаруженным у неё Гепатитом C.

## Дискография
| Год  | Название                                 | Позиции в чартах        |
| ---- | ---------------------------------------- | ----------------------- |
| 1965 | Le Madras                                |                         |
| 1968 | Les Ricains                              |                         |
| 1970 | J’habite en France                       | 2                       |
| 1971 | Olympia 71                               |                         |
| 1972 | Danton                                   | 2                       |
| 1973 | La maladie d’amour                       | 1 (в течение 21 недели) |
| 1975 | Olympia 75                               | 1 (в течение 4 недель)  |
| 1976 | La vieille                               | 1 (в течение 2 недель)  |
| 1976 | Olympia 76                               | 4                       |
| 1977 | La java de Broadway                      | 2                       |
| 1978 | Je vole                                  | 1 (в течение 9 недель)  |
| 1979 | Palais des Congrès 78                    | 34                      |
| 1979 | Verdun                                   | 10                      |
| 1980 | Victoria                                 | 18                      |
| 1981 | Palais des Congrès 81                    |                         |
| 1981 | Les lacs du Connemara                    | 1 (в течение 4 недель)  |
| 1982 | Il était là                              | 2                       |
| 1983 | Vivant 83                                | 2                       |
| 1983 | Vladimir Ilitch                          | 4                       |
| 1984 | Io Domenico                              | 1 (в течение 9 недель)  |
| 1985 | Concert 85                               |                         |
| 1985 | Chanteur de jazz                         | 5                       |
| 1987 | Musulmanes                               | 1 (в течение 4 недель)  |
| 1987 | Concert 87                               | 8                       |
| 1988 | La même eau qui coule                    | 2                       |
| 1989 | Bercy 89                                 | 5                       |
| 1989 | Sardou 66                                |                         |
| 1990 | Le privilège                             | 2                       |
| 1991 | Bercy 91                                 | 9                       |
| 1992 | Le bac G                                 | 1 (в течение 2 недель)  |
| 1993 | Bercy 93                                 | 6                       |
| 1994 | Selon que vous serez, etc., etc.         | 1 (в течение 1 недели)  |
| 1995 | Olympia 95                               | 3                       |
| 1997 | Salut                                    | 1 (в течение 3 недель)  |
| 1998 | Bercy 98                                 | 5                       |
| 2000 | Français                                 | 1 (в течение 1 недели)  |
| 2001 | Bercy 2001                               | 11 (в течение 1 недели) |
| 2004 | Du plaisir                               | 1 (в течение 2 недель)  |
| 2005 | Live 2005 au Palais des Sports           | 9 (в течение 1 недели)  |
| 2006 | Hors format                              | 1 (в течение 1 недели)  |
| 2008 | Zenith 2007                              | 46 (в течение 1 недели) |
| 2010 | Être une femme 2010                      | 2 (в течение 3 недель)  |
| 2011 | Confidences Et Retrouvailles (Live 2011) | 8 (в течение 1 недели)  |

## Избранная библиография
- «Michel Sardou, l’ombre et la lumière» (Annie Réval, Caroline Réali, 2006);
- «Et qu’on n’en parle plus…» (автобиография, май 2009).

## Награды
- Командор ордена Почётного легиона (2020)[6]
- Офицер ордена Почётного легиона (2001)[7]
- Кавалер ордена Почётного легиона (1993)[8]
- Великий офицер ордена «За заслуги» (2023)[9]
- Офицер ордена «За заслуги» (1996)[10]
- Кавалер ордена «За заслуги» (1988)[11]
- Кавалер ордена искусств и литературы (1985)[12]
- Офицер ордена Короны (2005, Бельгия)[13]